# Sikorsky S-41
Le Sikorsky S-41 est un hydravion à coque américain destiné au transport de passagers développé par la Sikorsky Aircraft Corporation dans les années 1930. Basé sur le modèle S-38, l'avion est équipé de 12 sièges et dispose de deux moteurs de 710 chevaux chacun. Le premier essai de vol de l'engin a lieu sur le fleuve Houstatonic, en 1932.